# 马耳他大围攻
35°53′32″N 14°31′06″E / 35.892242°N 14.518216°E
马耳他大圍城戰（法語：Grand Siège de Malte；马耳他语: L-Assedju l-Kbir）发生于1565年，这一年奥斯曼帝国入侵马耳他岛，受到医院骑士团的抵抗。医院骑士团的骑士、在西班牙帝国援军和当地平民的协助下取得了这场围城战的胜利。这是历史上最为血腥和激烈的围城战之一，亦是十六世纪欧洲最值得称道的事件之一。伏尔泰也說過：「没有什么比马耳他之围更有名了。」马耳他之围打破了欧洲人心中鄂圖曼帝国不败的神话，并标志着西班牙在地中海的霸权时代的开始。
这场围城战是西方基督教联盟和奥斯曼帝国地中海爭霸的高峰，這場爭霸包括此前1551年鄂圖曼海軍將領德拉古特對馬爾他的攻擊和1560年基督教聯盟海軍在杰尔巴岛战役的慘敗，以及之后1571年决定性的勒班陀战役。

## 馬爾他騎士團
1522年，蘇萊曼一世經過長達六個月的羅得島之圍，終於成功迫使醫院騎士團撤出羅得島。由1523年至1530年，騎士團一直未能找到一個固定基地，只能四處遷徙。最後，騎士團以每年須向西西里總督繳納一隻獵鷹和在諸聖節舉行彌撒為代價，從神聖羅馬帝國皇帝查理五世的手上取得馬爾他島和哥佐島。1530年10月26日，大團長Philippe Villiers de L'Isle-Adam率領其手下在馬爾他島登陸，騎士團自此以馬爾他騎士團之名聞名於世。查理五世又要求騎士團派兵駐守位於北非海岸的的黎波里，當時這座城市仍處於鄂圖曼帝國的盟友，巴巴海盜的控制範圍以內，騎士團勉為其難答應皇帝的要求。
馬爾他島在當時只是一個不毛的小島，但很快地騎士團便將馬爾他島建設成一個海軍基地。馬爾他島位於地中海中央，是連接東西地中海的關鍵戰略要道，正值在1540年代和1550年代巴巴里海盜在西地中海的劫掠日漸增加，該島更為重要。巴巴里海盜在德拉古特的率領下對中地中海的基督教國家構成很大威脅，而騎士團持續與之對抗。1551年，德拉古特與鄂圖曼海軍出動一萬兵力圍攻馬爾他，但數日後德拉古特便解圍轉往鄰近的哥佐島。在哥佐島，德拉古特炮轟Cittadella城多日，哥佐島的騎士團長官認為抵抗只是徒勞無功，決定開城投降。海盜洗劫該城鎮，並掠走大部分哥佐島的居民（約五千人）。之後海盜駛往的黎波里，攻下騎士團在當地的據點。大團長預料鄂圖曼人將在一年內再度入侵，因此下令加強馬爾他的城防，包括加固位於比爾古的Fort Saint Angelo，以及分別在森格萊阿和Mount Sciberras（位於瓦萊塔）興建城堡。兩座新城堡只用短短六個月時間便在1552年完工。在日後的圍城中，這三座城堡發揮很大作用。
之後數年局勢相對平靜，但穆斯林與基督徒之間的私掠戰仍然持續。1557年騎士團選出讓·德·瓦萊特為大團長，他繼續劫掠非基督徒的船隻，在大團長任內他的船隊總共俘虜三千多名穆斯林和猶太人為奴。與此同時，德拉古特的海盜對基督教強權構成很大威脅，多次侵襲西班牙沿岸，因此西班牙國王腓力二世在1559年組織五十年以來最大規模的海上遠征驅逐的黎波里的海盜。這場遠征出動54艘槳帆船和14000人，騎士團亦有參與其中，但最終在1560年5月的傑爾巴島戰役以慘敗告終。基督教聯軍被鄂圖曼海軍奇襲，損失多達一半船隻。傑爾巴島戰役沉重打擊基督教聯盟，標誌鄂圖曼的地中海霸權達到頂點。

## 雙方準備
經過傑爾巴島戰役一役，毫無疑問鄂圖曼將會再次進攻馬耳他。1560年8月，讓·德·瓦萊特下令所有騎士團修會作好準備，一旦發出召集令，便要返回馬耳他。土耳其人沒有在基督教艦隊慘敗後立即乘勝追擊入侵馬耳他，此舉讓西班牙獲得寶貴的五年時間重建海軍。與此同時，西班牙人繼續偷襲土耳其人的船隊。1564年中，騎士團的船長馬圖林·羅梅加斯俘獲不少大商船，其中一艘屬鄂圖曼宮廷首席太監所有，又俘虜很多達官貴人，包括開羅總督、亞歷山卓總督以及蘇萊曼一世的女兒的前看護。蘇萊曼一世在1564年底下定決心要徹底消滅騎士團。1565年初讓·德·瓦萊特從部署在君士坦丁堡的間諜網得知入侵迫在眉睫，隨即向教皇庇護四世和西班牙的腓力二世尋求援助。腓力二世下令西西里總督加西亞·阿爾瓦雷斯·德·托萊多和奧索里奧（García Álvarez de Toledo y Osorio）全力支援馬耳他騎士團，加西亞隨即前往馬耳他視察當地防務，並向騎士團保證如有需要會派出援軍。面對將臨的鄂圖曼入侵，騎士團全力備戰，加強城防，儲備補給，又將沒有能力作戰的人送往西西里。

## 雙方軍力
鄂圖曼遠征艦隊於1565年3月22日自君士坦丁堡啟航，根據騎士團歷史學家Giacomo Bosio記載，艦隊總共有193艘船隻，當中包括131艘槳帆船、7艘加利茲帆船（小槳帆船）及4艘加萊賽戰船（大槳帆船），其餘是運輸船。同時代的西西里總督Don Garcia亦給出類似數字。
流浪詩人Francisco Balbi di Correggio當時以鈎銃手身份在西班牙軍隊服務，則給出以下數字：
| 醫院騎士團                   | 鄂圖曼帝國                        |
| ---------------------------- | --------------------------------- |
| 500 名醫院騎士團騎士         | 6,000 名西帕希騎兵                |
| 400 名西班牙士兵             | 500 名卡拉馬尼亞的西帕希騎兵      |
| 800 名義大利士兵             | 6,000 名土耳其新軍                |
| 500 名船上的士兵(西班牙帝國) | 400 名來自米蒂利尼的冒險家        |
| 200 名希臘與西西里島的士兵   | 2,500 名來自魯米利亞的西帕希騎兵  |
| 100 名聖埃爾莫要塞的駐軍     | 3,500 名來自魯米利亞的冒險家      |
| 100 名騎士的僕人             | 4,000 名"宗教獻身者"              |
| 500 名船上的奴隸             | 6,000 名其他的志願者              |
| 3,000 名馬爾他島上招募的士兵 | 許多來自的黎波里和阿爾及爾的海盜  |
| 總兵力: 6,100                | 總兵力: 48,000 , 28,500名來自東方 |

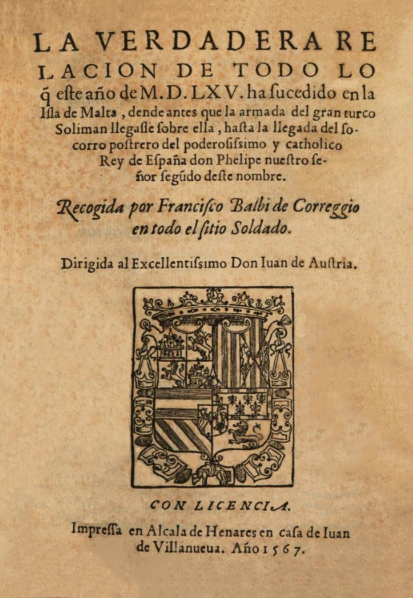
Francisco Balbi di Correggio (Alcalá de Henares, 1567).

騎士Hipolito Sans估計鄂圖曼遠征軍有48000人，但目前仍未清楚他的估算有多大程度參照Balbi的數字，其他同時代的作家給出遠低於前者的數字。大團長瓦萊特在圍攻開始四天後曾寫信給腓力二世，表示：「登陸的士兵有15,000至16,000人之間，包括最少7,000鈎銃手，其中有4,000土耳其新軍和3,000西帕希騎兵」。在圍攻一個月後，他在一封給德意志修會的信寫道：「這支艦隊有250艘各式船隻，我們對敵軍最接近的估計為40,000人。」250艘的數字遠高於其他估算。而負責聯絡西西里的Vincenzo Anastagi隊長則在一封信上表示敵軍只有22,000人，多封同期的信都給出相近的數字。Bosio估計有30,000人，與Balbi的記載相近，其他早期的記載都給出相同數字。

## 戰役經過

### 鄂圖曼人的抵達
在鄂圖曼人抵達前，瓦萊特下令收割所有穀物，包括尚未成熟的小麥，令敵軍在當地得不到任何糧食供應。騎士團又用草藥和動物死屍在所有水井下毒。
鄂圖曼人在5月18日黎明抵達，但沒有立即登陸。第一場戰鬥在5月19日發生。一天後，鄂圖曼艦隊停靠在南部沿海。

## 延伸阅读
- Francesco Balbi di Correggio: Verdadera relacion de todo lo que este ano de MDLXV ha sucedido en la isla de Malta. 1568; ins Englische übersetzt: The Siege Of Malta 1565. Penguin, London 2003, ISBN 0-14-101202-1.
- Gerhart Ellert: Die Johanniter. Es begann in Jerusalem. Universitas, München 1999, ISBN 3-8004-1385-X.
- Celio Secondo Curione: De bello Melitensi a Turcis gesto historia nova. Basel 1567; ins Englische übersetzt (von Thomas Mainwaringe): Caelius Secundus Curio, his Historie of the warr of Malta. 1579; Arizona State University, Tempe 2007, ISBN 978-0-86698-387-7.
- Roger Crowley: Entscheidung im Mittelmeer. Europas Seekrieg gegen das Osmanische Reich 1521–1580. Theiss Verlag, Stuttgart 2009. ISBN 978-3-8062-2285-2. (S. 96–194)
- Tade Matthias Spranger. . Bautz, Traugott  (编).  17. Herzberg: Bautz. 2000. cols. 1448–1452. ISBN 3-88309-080-8 （德语）.